# チャーリー・マンソン
チャーリー・マンソン（Charly Manson、1975年2月18日 - ）は、メキシコのプロレスラー。コアウイラ州トレオン出身。
アメリカのロックバンド・マリリン・マンソンをギミックのコスチューム・ペイントをしている。
兄はエレクトロ・ショック。

## 来歴
1990年10月メキシコシティでジム・カタのリングネームでデビュー。
AAAではディナミタ・ルナ、エル・カサドール、ブルジェリアと名乗る。
1998年3月、マリリン・マンソンをオマージュしたギミックであるチャーリー・マンソン（Charly Manson）で登場。
IWRGに移籍していたが2002年からはAAAに復帰しラ・セクタに加入。
2004年1月にはプロレスリングZERO-ONEに来日。
2006年にはプロレスリング・ノアに来日。同年、シベルネティコ & チェスマンとロス・ヘルブラザーズを結成。2007年はプロレスリング・ノア・セムの大会にロス・ヘルブラザーズで来日。
2010年7月、CMLLに移籍するが12月にAAAに復帰。
2015年12月4日、CMLLに登場。シャーリー・ロックスター（Sharly Rockstar）と名乗る。

## 得意技
- エル・ポソ

裏足4の字固め
- リバース・ゴリー・スペシャル・ボム
- バレット・トペ・スイシーダ
- スカイデ・スラム

ベアハッグで持ち上げてから相手の体を反転させ、自分サイドへ落とす変型フェイスバスター
スカイデの得意技として知られる。

## 獲得タイトル
AAA
- メキシコナショナルアトミコス王座

w / ピクード & メイ・フラワーズ & ニグマ
- メキシコナショナルヘビー級王座

UWA
- UWA世界ライトヘビー級王座

## 入場テーマ曲
- ロック・イズ・デッド - マリリン・マンソン